# Laurent-Michel Eon de Cély
Laurent-Michel Eon de Cély (né à Bayeux le 25 septembre 1735 et mort à Marseille le 12 décembre 1815), ecclésiastique, est le dernier évêque d'Apt de 1778 à 1801.

## Biographie
Laurent-Michel Eon de Cély, le fils de Michel Eon de La Baronnie († 1780), officier aux Gardes françaises et de son épouse Marie-Thérèse Dorothée de Faudoas, nait dans la paroisse Saint-Sauveur de Bayeux. Tonsuré dès le 3 mars 1747, il est pourvu en 1756 comme seigneur-prieur commendataire du prieuré de La Valette-lès-Toulon dont il se démet en 1786. Il devient le vicaire général de l'évêque d'Autun Yves Alexandre de Marbeuf
Il est désigné comme évêque d'Apt en 1778, confirmé le 14 décembre et consacré en janvier 1779 à Issy. Dans son diocèse, il supprime le séminaire et introduit le Bréviaire parisien. En 1788 il reçoit en commende l'abbaye Saint-Memmie dans le diocèse de Chalons. Lors de la Révolution française, il émigre dès le 24 août 1789 en Italie, il arrive à Rome en octobre où il s'adonne à l'étude des antiquités. Après la signature du Concordat de 1801, il se démet le 11 novembre 1801 entre les mains du pape de son évêché qui a été supprimé par la Constitution civile du clergé et rentre en France. Il se fixe alors à Marseille où il meurt le 16 décembre 1815.